# Zimmerberg-Basistunnel
Der Zimmerberg-Basistunnel (ZBT) ist ein Eisenbahntunnel im Süden von Zürich in der Schweiz. Er ist Teil eines Ausbauprojekts der Bahn, das im Endausbau den Durchstich der beiden Höhenzüge Zimmerberg und Albis vorsieht. Das Projekt wurde in zwei Etappen aufgeteilt, von welcher die erste bereits im Rahmen von Bahn 2000 zwischen 1997 und April 2003 verwirklicht wurde: ein 9,4 km langer Tunnel zwischen Zürich und Thalwil (ZBT I) parallel zur linksufrigen Zürichseebahn.
Die noch nicht verwirklichte zweite Etappe ist Teil des Ausbaus der Gotthardachse und soll in deren Norden für eine verbesserte Anbindung des Knotens Zürich sorgen. Er sollte im Zuge des Projekts Neue Eisenbahn-Alpentransversalen (NEAT) verwirklicht werden, doch aus finanziellen Erwägungen wurde diese Etappe 2008 auf später verschoben. Das Parlament hat 2019 die Aufnahme des ZBT II in den STEP Ausbauschritt 2030/35 beschlossen.

## Allgemeine Informationen

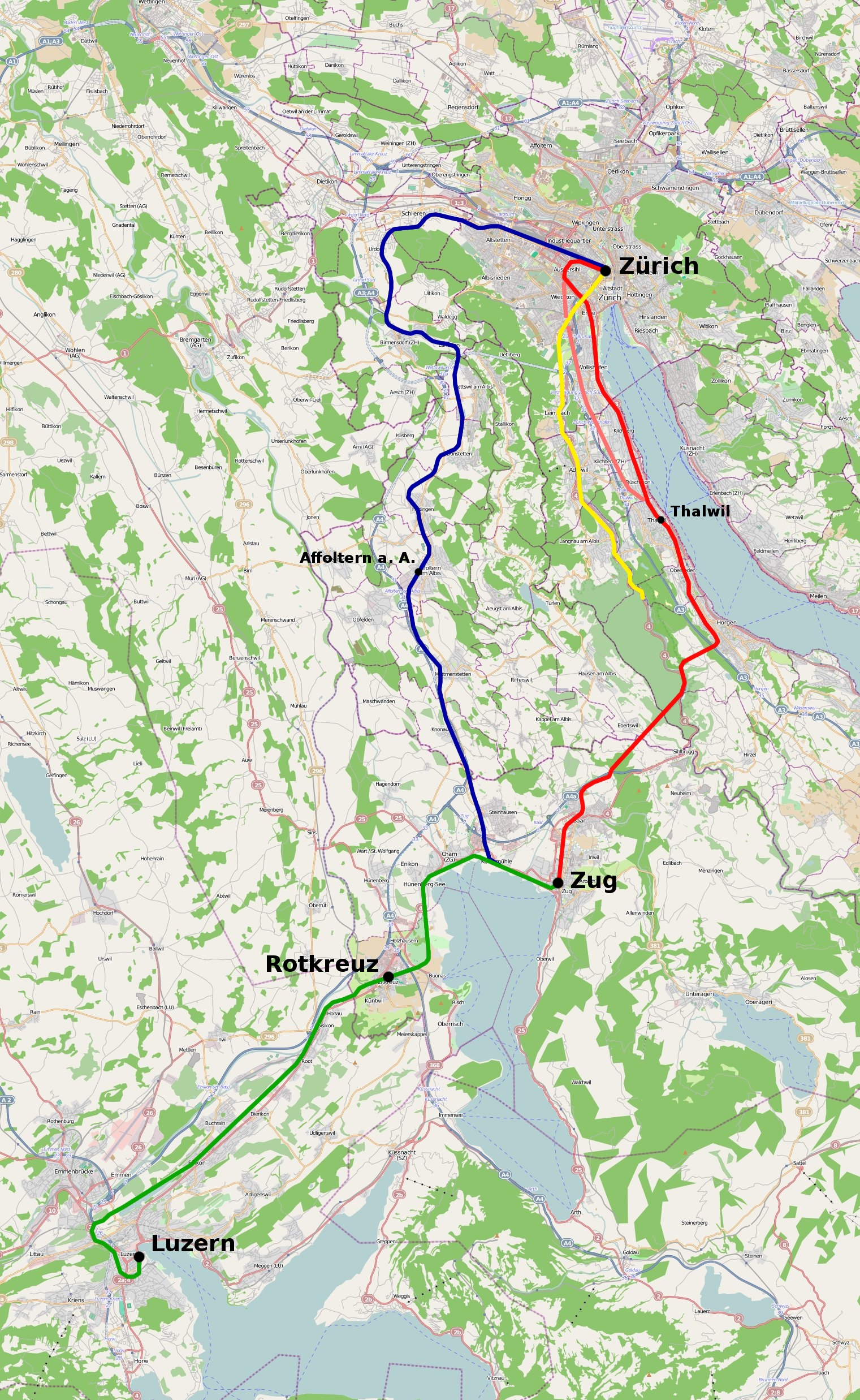
Bahnstrecken Zürich-Luzern: Hellrot ist die erste Etappe des Zimmerberg-Basistunnels zwischen Zürich und Thalwil

Der 20 km lange Zimmerberg-Basistunnel besteht aus dem nördlichen Zimmerberg-Basistunnel von Zürich bis in den Raum Nidelbad, einem abzweigenden Anschlussbauwerk von dort zum Bahnhof Thalwil (Etappe 1 bzw. ZBT I), und dem für später geplanten südlichen Zimmerberg-Basistunnel von Thalwil nach Litti an der Bahnstrecke Thalwil–Zug (Etappe 2 bzw. ZBT II). Die Hauptröhre ist im Raum Nidelbad bereits ein Stück über die Abzweigung nach Thalwil hinaus ausgebrochen. Detaillierte Planungen wurden bereits 1998 veröffentlicht.

## ZBT I
Der im Rahmen der Bahn 2000 fertiggestellte und im Betrieb stehende Abschnitt Zürich–Thalwil mit einer Länge von 9,4 km – eigentlich ein Flankentunnel – wird oft auch nur «Zimmerbergtunnel» genannt, obwohl bereits der 1897 eröffnete einspurige Zimmerbergtunnel zwischen Horgen Oberdorf und Sihlbrugg den gleichen Namen trägt. Die Fahrzeit der zwischen Zürich Hauptbahnhof und Thalwil verkehrenden Fernzüge verkürzt sich durch den neuen Tunnel um zwei bis drei Minuten, und dank des erzielten Kapazitätsgewinns auf der angestammten Strecke konnte die S-Bahnlinie 2 auf Halbstundentakt verstärkt und die neue Linie S24 (Zürich Hauptbahnhof–Horgen Oberdorf) eingeführt werden.

## ZBT II
Der für 2006 geplante Baubeginn des ZBT II wurde aus finanziellen Gründen zurückgestellt, indem der Bundesrat für den Zeitraum 2007/2008 eine grundsätzliche Überprüfung aller noch nicht in Angriff genommenen Neat-Projekte anordnete (Vorlage Zukünftige Entwicklung der Bahnprojekte ZEB).
Vertreter der Anrainerkantone Zürich und Zug pochten vehement auf eine Realisierung des ZBT II und argumentieren, dieser sei für einen funktionierenden Taktfahrplan mit einer Systemfahrzeit Zürich–Mailand von drei Stunden und optimalen Anschlüssen unverzichtbar; zudem könne mit der heutigen Strecke das Prinzip einer durchgehenden Flachbahn (für den Güterverkehr von/nach Schaffhausen–Stuttgart) nicht kompromisslos umgesetzt werden. Die Gegenseite verwies auf den vorliegenden ZEB-Fahrplanentwurf, dem zufolge die geforderten Anschlüsse in Zürich und Mailand auch ohne ZBT II gewährleistet werden könnten (allerdings unter Preisgabe eines der beiden Halte in Chiasso und Como).
Zusammen mit dem geplanten Durchgangsbahnhof Luzern könnte die Fahrzeit auf der Strecke zwischen Luzern und Zürich von heute 45 auf 35 Minuten verkürzt werden. Die Fahrzeit für die Strecke Zürich–Zug liesse sich um 6 Minuten reduzieren.
Im Rahmen des Programms Finanzierung und Ausbau der Bahninfrastruktur FABI wurde mit der Planung des ZBT II begonnen. Das Parlament hat 2019 die Aufnahme des ZBT II in den STEP Ausbauschritt 2030/35 beschlossen.
Die SBB erstellten im Auftrag des Bundesamts für Verkehr eine Machbarkeitsstudie, um eine verlässliche Planungsgrundlage für die Projektierung zu haben. Die Vorstudie wurde im März 2022 vorgestellt.

## Zwei Seitenäste

### Ast Thalwil
Beim Bau des ZBT I wurde im Raum Nidelbad ein abzweigendes, kreuzungsfreies Anschlussbauwerk erstellt. Der Ast Thalwil bildet heute die südliche Zufahrt zum Zimmerberg-Basistunnel ZBT I und mündet knapp nördlich des Bahnhofs Thalwil in die Stammstrecke der linksufrigen Zürichseebahn ein. Nach der Erstellung des ZBT II verkehren über diesen Ast weiter die S-Bahn-Züge, Güterzüge sowie die Fernverkehrszüge auf der Walenseestrecke Richtung Chur und Arlberg.

### Ast Meilibachtunnel
Auf der Höhe von Murimoos wird voraussichtlich während des Baus des ZBT II als Vorleistung ein weiteres unterirdisches, kreuzungsfreies Anschlussbauwerk erstellt. Die Abzweigung soll dereinst in den Meilibachtunnel münden. Der Meilibachtunnel ist ein Tunnelprojekt für den übernächsten Ausbauschritt STEP ab 2035. Nach Erstellung des Meilibachtunnels würden die Fernverkehrszüge Richtung Chur/Wien diesen Ast des Zimmerberg-Basistunnels befahren und den Bahnknotenpunkt Thalwil umfahren. Der Tunnel ist auch als Ersatz des ursprünglich geplanten Hirzel-Eisenbahntunnels zu sehen.

## Bau des ZBT I
Der grösste Teil des Tunnelbaus erfolgte im bergmännischen Vortrieb mittels Tunnelbohrmaschinen. Der Aushub wurde ab Zürich Brunau per Bahn weggeführt. Das Bauwerk ist für 160 km/h ausgelegt und enthält zwei Spurwechselstellen. Besonders kritisch war der Vortrieb in Zürich-Wiedikon, da die Tunnelröhre nur wenige Meter unterhalb der Häuserfundamente hindurch und zudem durch grundwasserführendes Lockergestein führt.

## Ereignisse
- Am 11. April 2006 kam ein ETR-470-Neigezug der Cisalpino AG im Tunnel durch einen Defekt an der Traktionsausrüstung, der zu einem Schwelbrand führte, unerwartet zum Stehen. Der Zwischenfall verlief glimpflich, und die Passagiere konnten sich über die Tunnel-Notausstiege Lätten und Kilchberg in Sicherheit bringen.